# Leichtathletik-Weltmeisterschaften 2022/Teilnehmer (Frankreich)
| Gelbes Symbol für Goldmedaillen mit stilisierten Olympischen Ringen | Graues Symbol für Silbermedaillen mit stilisierten Olympischen Ringen | Braundes Symbol für Bronzemedaillen mit stilisierten Olympischen Ringen |
| ------------------------------------------------------------------- | --------------------------------------------------------------------- | ----------------------------------------------------------------------- |
| 1                                                                   | –                                                                     | –                                                                       |

Der französische Leichtathletikverband nominierte 45 Athletinnen und Athleten für die Leichtathletik-Weltmeisterschaften 2022 in Eugene.

## Medaillengewinner
| Medaille | Athlet      | Disziplin |
| -------- | ----------- | --------- |
| Gold     | Kevin Mayer | Zehnkampf |

## Ergebnisse

### Männer

#### Laufdisziplinen
| Athlet                                                                                               | Disziplin        | Vorlauf        | Vorlauf | Halbfinale  | Halbfinale | Finale         | Finale |
| Athlet                                                                                               | Disziplin        | Zeit           | Platz   | Zeit        | Platz      | Zeit           | Platz  |
| --- | ---------------- | -------------- | ------- | ----------- | ---------- | -------------- | ------ |
| Mouhamadou Fall                                                                                      | 200 m            | 20,83 s        | 05      | DNQ         | DNQ        | -              | -      |
| Benjamin Robert                                                                                      | 800 m            | 1:45,94 min    | 04      | 1:45,67 min | 04         | DNQ            | DNQ    |
| Gabriel Tual                                                                                         | 800 m            | 1:46,34 min    | 02      | 1:45,53 min | 02         | 1:45,49 min    | 06     |
| Pierre-Ambroise Bosse                                                                                | 800 m            | DNS            | DNS     | DNS         | DNS        | DNS            | DNS    |
| Jimmy Gressier                                                                                       | 10.000 m         |                |         |             |            | 27:44,55 min   | 11     |
| Hassan Chahdi                                                                                        | Marathon         |                |         |             |            | 2:09:20 h      | 17     |
| Just Kwaou-Mathey                                                                                    | 110 m Hürden     | 13,32 s        | 03      | 13,25 s     | 05         | DNQ            | DNQ    |
| Pascal Martinot-Lagarde                                                                              | 110 m Hürden     | 13,49 s        | 05      | 13,40 s SB  | 04         | DNQ            | DNQ    |
| Sasha Zhoya                                                                                          | 110 m Hürden     | 13,48 s        | 03      | 13,47 s     | 05         | DNQ            | DNQ    |
| Wilfried Happio                                                                                      | 400 m Hürden     | 49,60 s        | 03      | 48,14 s PB  | 02         | 47,41 s PB     | 04     |
| Mehdi Belhadj                                                                                        | 3000 m Hindernis | 8:20,47 min    | 04      |             |            | 8:34,49 min    | 13     |
| Aurélien Quinion                                                                                     | 35 km Gehen      |                |         |             |            | 2:28:46 h NR   | 14     |
| Méba-Mickaël Zeze Pablo Matéo Ryan Zeze Jimmy Vicaut nicht im Einsatz: Mouhamadou Fall Aymeric Priam | 4 × 100 m        | 38,09 s SB     | 01      |             |            | DQ             | DQ     |
| Thomas Jordier Loïc Prévot Simon Boypa Téo Andant nicht im Einsatz: Ludovic Ouceni Fabrisio Saidy    | 4 × 400 m        | 3:03,13 min SB | 04      |             |            | 3:01,35 min SB | 07     |

#### Sprung/Wurf
| Athlet               | Disziplin      | Qualifikation | Qualifikation | Finale     | Finale |
| Athlet               | Disziplin      | Weite/Höhe    | Platz         | Weite/Höhe | Platz  |
| -------------------- | -------------- | ------------- | ------------- | ---------- | ------ |
| Thibaut Collet       | Stabhochsprung | 5,65 m        | 18            | DNQ        | DNQ    |
| Renaud Lavillenie    | Stabhochsprung | 5,75 m        | 08            | 5,87 m SB  | 05     |
| Valentin Lavillenie  | Stabhochsprung | NM            | NM            | DNQ        | DNQ    |
| Benjamin Compaoré    | Dreisprung     | 16,03 m       | 25            | DNQ        | DNQ    |
| Enzo Hodebar         | Dreisprung     | 16,64 m       | 14            | DNQ        | DNQ    |
| Jean-Marc Pontvianne | Dreisprung     | 16,95 m       | 06            | 16,86 m    | 08     |
| Quentin Bigot        | Hammerwurf     | 77,95         | 07            | 80,24      | 04     |
| Yann Chaussinand     | Hammerwurf     | 73,95 m       | 18            | DNQ        | DNQ    |

#### Zehnkampf
| Athlet      | Disziplin | 100 m      | Weitsprung | Kugelstoßen | Hochsprung | 400 m      | 110 m Hürden | Diskuswurf | Stabhochsprung | Speerwurf  | 1500 m         | Punkte  | Platz |
| ----------- | --------- | ---------- | ---------- | ----------- | ---------- | ---------- | ------------ | ---------- | -------------- | ---------- | -------------- | ------- | ----- |
| Kevin Mayer | Ergebnis  | 10,62 s SB | 7,54 m SB  | 14,98 m     | 2,05 m SB  | 49,40 s SB | 13,92 s SB   | 49,44 m SB | 5,40 m SB      | 70,31 m SB | 4:41,44 min SB | 8816 SB | Gold  |
| Kevin Mayer | Punkte    | 947        | 945        | 788         | 850        | 842        | 985          | 859        | 1035           | 894        | 671            | 8816 SB | Gold  |

### Frauen

#### Laufdisziplinen
| Athletin | Disziplin        | Vorlauf        | Vorlauf | Halbfinale  | Halbfinale | Finale         | Finale |
| Athletin | Disziplin        | Zeit           | Platz   | Zeit        | Platz      | Zeit           | Platz  |
| --- | ---------------- | -------------- | ------- | ----------- | ---------- | -------------- | ------ |
| Rénelle Lamote                                                                                                 | 800 m            | 2:00,71 min    | 01      | 2:00,86 min | 06         |                |        |
| Laëticia Bapté                                                                                                 | 100 m Hürden     | 13,03 s        | 05      | 12,93 s     | 06         | DNQ            | DNQ    |
| Cyréna Samba-Mayela                                                                                            | 100 m Hürden     | 13,15 s        | 04      | DNQ         | DNQ        | –              | –      |
| Alice Finot | 3000 m Hindernis | 9:14,34 min NR | 01      |             |            | 9:21,40 min    | 10     |
| Sokhna Lacoste Shana Grebo Sounkamba Sylla Amandine Brossier nicht im Einsatz: Diana Iscaye Marjorie Veyssiere | 4 × 400 m        | 3:28,89 min SB | 03      |             |            | 3:25,81 min SB | 05     |

#### Sprung/Wurf
| Athletin             | Disziplin      | Qualifikation | Qualifikation | Finale     | Finale |
| Athletin             | Disziplin      | Weite/Höhe    | Platz         | Weite/Höhe | Platz  |
| -------------------- | -------------- | ------------- | ------------- | ---------- | ------ |
| Ninon Chapelle       | Stabhochsprung | 4,50 m        | 01            | 4,45 m     | 11     |
| Margot Chevrier      | Stabhochsprung | 4,50 m        | 10            | NM         | –      |
| Mélina Robert-Michon | Diskuswurf     | 61,21 m       | 12            | 60,36 m    | 10     |